# St. Marien (Leupratsried)

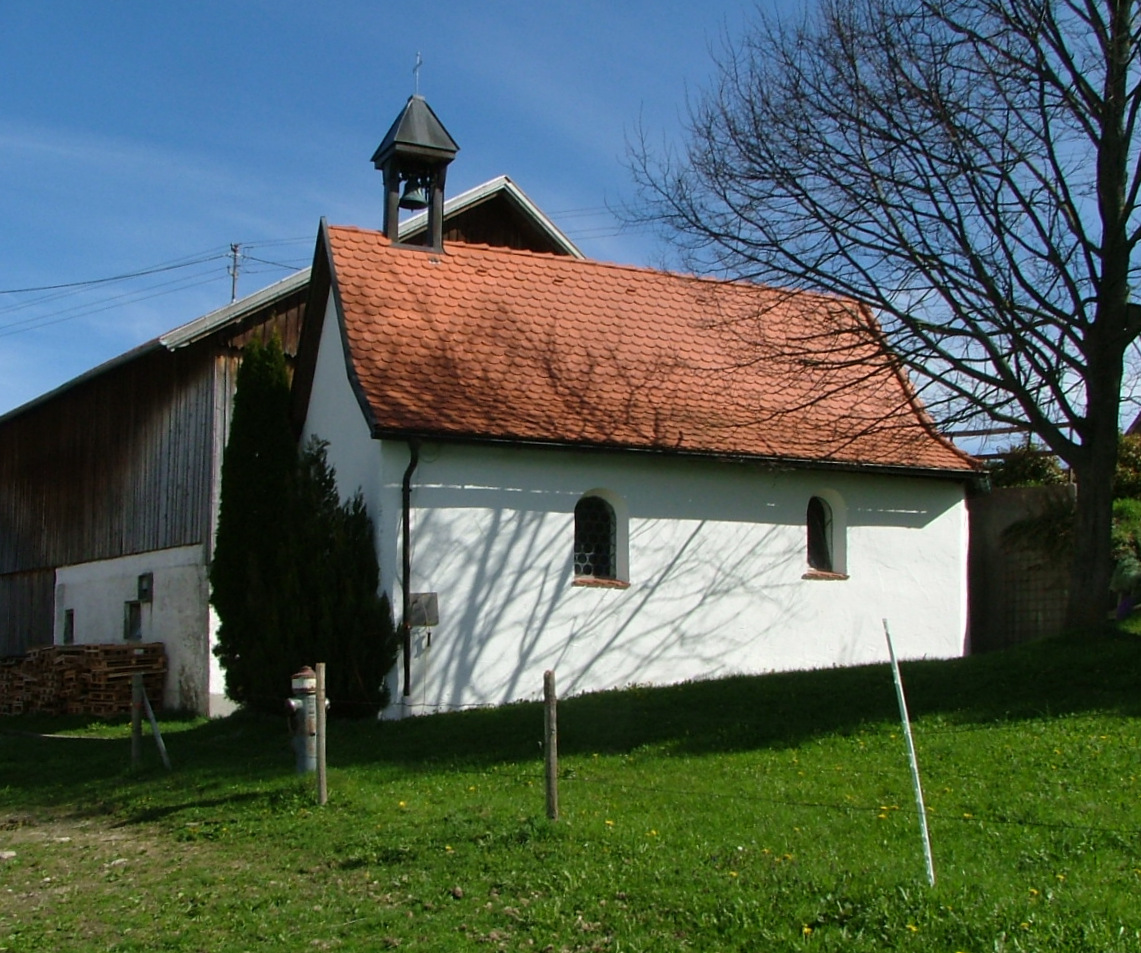
St. Marien in Leupratsried

St. Marien in Leupratsried, einem Ortsteil von Kempten (Allgäu), ist eine denkmalgeschützte Kapelle aus dem 18. Jahrhundert mit einem Kern des 17. Jahrhunderts.
Die im Jahr 1777 geweihte Kapelle hat einen dreiseitig geschlossenen, flachgedeckten Raum zu zwei Rundbogenfensterachsen, Kreisfenster sind an den Schrägseiten. Auf dem Dach ragt ein Dachreiter mit Glocke. Im Inneren steht ein zierlicher, sechssäuliger Barockaltar mit zwei Putten und der Muttergottes. Bäuerliche Holzfiguren schließen die Ausstattung ab; Maria und Johannes, die heiligen Antonius und Franziskus sowie ein Kruzifix mit Maria und Johannes.